# Stand My Heroes
Stand My Heroes (スタンドマイヒーローズ (Sutando Mai Hīrōzu?)) es un juego móvil. Una adaptación de la serie de televisión de anime se emitió de octubre de 2019 a diciembre de 2019. Se lanzará una animación de video original en 2023.

## Sinopsis
La agente Rei Izumi se ha unido a STAND, una agencia recién creada en donde reunirá a los mejores agentes para crear un grupo de héroes para proteger Tokio.

## Contenido de la obra

### Anime
En septiembre de 2018 se anunció una adaptación de la serie de televisión de anime del juego móvil. Fue producido por MSC y dirigido por Hideyo Yamamoto, con Sayaka Harada escribiendo los guiones, Yuki Takayama diseñando los personajes y Fox Capture Plan componiendo la música. El elenco del juego móvil original repitió sus roles. La serie se estrenó el 7 de octubre de 2019. A nivel internacional, Funimation obtuvo la licencia de la serie fuera de Asia. Un doblaje en inglés se estrenó una semana después del lanzamiento original del primer episodio.

### Videojuego
El juego móvil fue desarrollado por Coly y lanzado en iOS y Android el 5 de septiembre de 2016.